# فهرست اقتصاددانان سوسیالیستی
این مقاله اقتصاددانان و اقتصاددانان سیاسی برجسته سوسیالیست را فهرست می کند.

## اقتصاددانان کلاسیک
- فردیناند لاسال
- جان استوارت میل

### اقتصاددانان ریکاردویی
- جان فرانسیس بری
- جان گری
- چارلز هال
- توماس هاجسکین

### سوسیالیست‌های تخیلی
- شارل فوریه
- رابرت اوون
- کلودهانری سن سیمون

## اقتصاددانان آنارشیست
- میخائیل باکونین
- پیر-ژوزف پرودون
- بنجامین تاکر

## اقتصاددانان مارکسی
- جیمز کانلی
- فریدریش انگلس
- رودلف هیلفردینگ
- آندرو کلیمن
- نیکولای کندراتیف
- یانوس کورنای
- رزا لوکزامبورگ
- ارنست مندل
- کارل مارکس
- آنتون پانه‌کک
- کارل پولانی
- رابرت راتورن
- ریچارد ولف

### مارکسی سرافی
- دیوید لایبمن
- نوبو اوکیشیو
- جان رومر
- پیرو سرافا
- یان استیدمن
- پل سوئیزی

### اقتصاد تعاونی
- مایکل آلبرت
- پت دیواین
- رابین هانل
- برانکو هوروت
- ادوارد کاردل
- دیوید شوایکارت
- یاروسلاو وانک

## اقتصاددانان نئوکلاسیک
- انریکو بارونه
- اسکار لانگه
- آبا لرنر
- آلفرد مارشال
- دیوید مک‌مولن
- اﻟک ﻧﻮوه
- آندرئاس پاپاندرئو
- فرد تیلور
- لئون والراس

## اقتصاددانان نهادگرا
- تورستن وبلن